# Psidium missionum
Psidium missionum là một loài thực vật có hoa trong Họ Đào kim nương. Loài này được Legr. miêu tả khoa học đầu tiên năm 1950.